# 3,7 cm SK C/30
37-мм зенітна гармата SKC/30 (нім. 3.7 cm SK C/30) — німецька 37 мм зенітна напівавтоматична гармата, яку використовували кригсмаріне в ході Другої світової війни. Застосовувалася для цілей ближньої ППО надводних кораблів Німеччини. Встановлювалася в спарених установках, стабілізованих в трьох площинах. Характерною особливістю гармати був низький темп стрільби в порівнянні з автоматичними гарматами, але чудові балістичні характеристики. В ході війни стали доповнюватися і частково замінюватися більш скорострільними гарматами армійського зразка типу 3,7 cm FlaK 43, а також шведськими гарматами Bofors L60.

## Опис і характеристики гармати
На початку 30—х років 20 століття компанії «Krupp» і «Rheinmetall» проводили дослідження для пошуку кращої гармати ППО здатної боротися з новими швидкісними літаками. Ґрунтуючись на випробуваннях різних гармат військ ППО фірмою «Rheinmetall» була створена 37 мм скорострільна гармата (SK) C/30. У 34-му році ця гармата пішла в масове виробництво. Вона стала першою 37 мм зенітної гарматою, що надійшла на озброєння німецького флоту. Букви «SK» в назві гармати означали «Schiffskanone» (корабельна гармата), а «C» — «Construktionsjahr» (рік побудови чи модельний рік) із зазначенням через дріб двох останніх цифр року.
У літературі її часто називають автоматом, хоча це не так. Гармата була всього лише напівавтоматичною, тобто кожен снаряд заряджався вручну. Це обмежувало практичну швидкострільність 30—40 пострілами в хвилину (що було набагато гірше, ніж 80-100 пострілів за хвилину у її сучасниці — 40-мм зенітної гармати «Бофорс»). Технічна швидкострільність гармати складала 160 пострілів за хвилину, але на практиці вдавалося отримати не більше 80 пострілів за хвилину, а найчастіше — ще нижче. Результат був обумовлений проблемами, що виникають при ручному заряджанні і тренованістю розрахунку. Зате завдяки надзвичайно довгому стволу снаряд мав високу початкову швидкість, дальність стрільби і досяжність по висоті. Напівавтоматична 37 мм гармата SK C/30 (3,7 cm Flak L/83, істинний калібр — 36,75 мм) мала повну довжину 83 калібри при довжині ствола у 80 калібрів.
Гармата встановлювалася в відкритих спарених установках Dop. LC/30 і була стабілізована в трьох площинах. Загальна маса установки досягала 3670 кг, з них 630 кг доводилося на механізм стабілізації. Кути вертикального наведення становили від -9° до +85 °, в горизонтальній площині забезпечувався круговий обстріл. Гармата стріляла снарядом масою 0,742 кг.

## Конструкція
Гармата мала цілісний ствол з 16 правими нарізами прогресивного типу — крок змінювався від 1/50 у казенній частині до 1/35 у дульного зрізу; ширина нарізів — 4,75 мм, глибина — 0,55 мм. Затвор — вертикально-ковзний клиновий. Гармата мала гідравлічний противідкатний механізм і пружинний накатник. Відкат при пострілі — 335 мм.

### Система стабілізації
Маса установки Dopp.LC/30 становила 3670 кг (з них 486 кг — частина гармати, яка коливається, 2162 кг — лафет, 87 кг — прицільні пристосування). Наведення установки здійснювалося вручну, причому швидкість горизонтального і вертикального наведень була явно недостатньою і становила 4 і 3 град/сек відповідно.
Установка мала гіроскопічну стабілізацію в трьох площинах, причому майже 20 % ваги установки (630 кг) становила вага силових приводів стабілізації, яка могла компенсувати нахил від бортової і кільової качки корабля в межах +/-19,5 град. Наявність гіростабілізації і ручне управління були суттєвими перевагами цього виробу фірми Rheinmetall. За вогневою міццю установка поступалася зчетвереним британським «пом-помам» і загальним для союзників «Бофорсам», хоча значно перевищувала кожен з них по точності вогню через більш високих балістичні дані. Однак спроби випередити свій час, повністю стабілізувавши легку зенітну установку, не цілком вдалися. Німці стали «піонерами» в створенні повністю стабілізованих зенітних установок малого калібру, однак останні хибували на «дитячі хвороб». Коли на початку війни есмінці «Якобі» і «Хайнеман» були атаковані біля о. Ґельголанд британськими бомбардувальниками, було відзначено, що слабкі гіроскопи не завжди встигали компенсувати швидкі ривки корабля. До того ж, відносно незахищені силові приводи піддавалися впливу зовнішнього середовища (водяні бризки, холод, а як наслідок, конденсат тощо), що призводило до замикання і виходу з ладу ланцюгів управління і відмови автоматики. Численні відмови в роботі системи стабілізації привели до того, що німці надалі відмовилися від установки подібних систем на установки легких зенітних гармат. Більш-менш вдало це завдання вдалося вирішити тільки після війни, створивши повністю закриті установки зенітних автоматів.

## Боєприпаси
У 37-мм гарматах SK C/30 використовувалася патронна система заряджання. Снаряд і заряд поміщалися в латунній гільзі вагою 0,97 кг і довжиною 381 мм. Заряд містив 0,365 кг пороху RP C/32 (в ході війни перейшли на порох RP C/38N). Загальна довжина унітарного патрона — 516,5 мм. У гарматах SK C/30 було два типи трасуючих ОФ патронів: 3,7 см BrSprgr Patr 40 L/4.1 Lh 37M (осколково-фугасний з запальним складом) і 3,7 см Sprgr Patr 40 L/4.1 Lh 37 (осколково-фугасний без запального складу). У всьому іншому, крім складу ВР ці патрони були ідентичні. Трасери могли бути червоними, жовтими або білими і були відзначені на оболонці снаряда смугою фарби відповідного кольору. Снаряд важив близько 1,78 кг. Бронебійний снаряд з ковпачком і балістичним наконечником трасера не мав. Номенклатура боєприпасів дозволяла вести вогонь як по повітряних, так і по морських цілях. Снаряди від 3,7 см SK C/30 були не взаємозамінні з іншими сухопутними зенітними гарматами через більший розмір гільзи.

## Модифікації
37-мм зенітки могли встановлюватися в одинарних Einh.LC/34 (Einheitslafette C/34 — універсальний одногарматний лафет моделі 34-го року) або спарених Dopp.LC/30 (Doppellafette С / 30 — двогарматний лафет моделі 30 року) установках, що забезпечують вертикальне наведення в межах -10+85 град. Для використання на підводних човнах була створена модифікація гармати 3,7 cm SK C/30U, що встановлюється на лафет Ubts.LC/39.
Кут підвищення установок:
- Dopp.LC/30: -10…+85°
- Einh.LC/34: -10…+80°
- Ubts.LC/39: -10…+90°

Вага установок:
- Dopp.LC/30: 3,67 т
- Einh.LC/34: 2 т
- Ubts.LC/39: 1,45 т

Установка Einh. LC/34 використовувалася на великих кораблях Крігсмаріне, таких як Schnellboot, F—boot, тральщики. Дуже часто їх встановлювали і на суші на додаток до наявних гармат ППО портів. Деякі гармати мали сталевий 8-мм щит. Установка Dopp. LC/30 застосовувалися практично на всіх флотських міноносцях, крейсерах і лінкорах Німеччини під час Другої світової війни. Крім німецьких судів, деяка частина гармата була експортована в Іспанію. Ніякої броньованого захисту установки спочатку не мали, не рахуючи 14—20 мм «брустверів» зі сталі Ww, утворених огорожею позицій зеніток на крейсерах і лінкорах. Однак з 1942—1943 року ці установки стали оснащуватися щитами з 8 мм сталі.

## Експлуатація
На початку Другої світової війни 3,7 cm SKC / 30 була основним засобом ближньої ППО кораблів Крігсмаріне. На лінкорах було по 8 спарених установок, на важких крейсерах по 6, на легких крейсерах по 4. Есмінці мали по 2 такі системи, міноносці по 1.
Також, дана гармата використовувалося на U-boat (в модифікації LC/39) і на S-Boat (в модифікації LC/34). Дана зенітна гармата повинна була стояти на озброєнні авіаносця «Граф Цепелін», але так і не потрапила на нього, в зв'язку з закриттям проекту

## Зображення

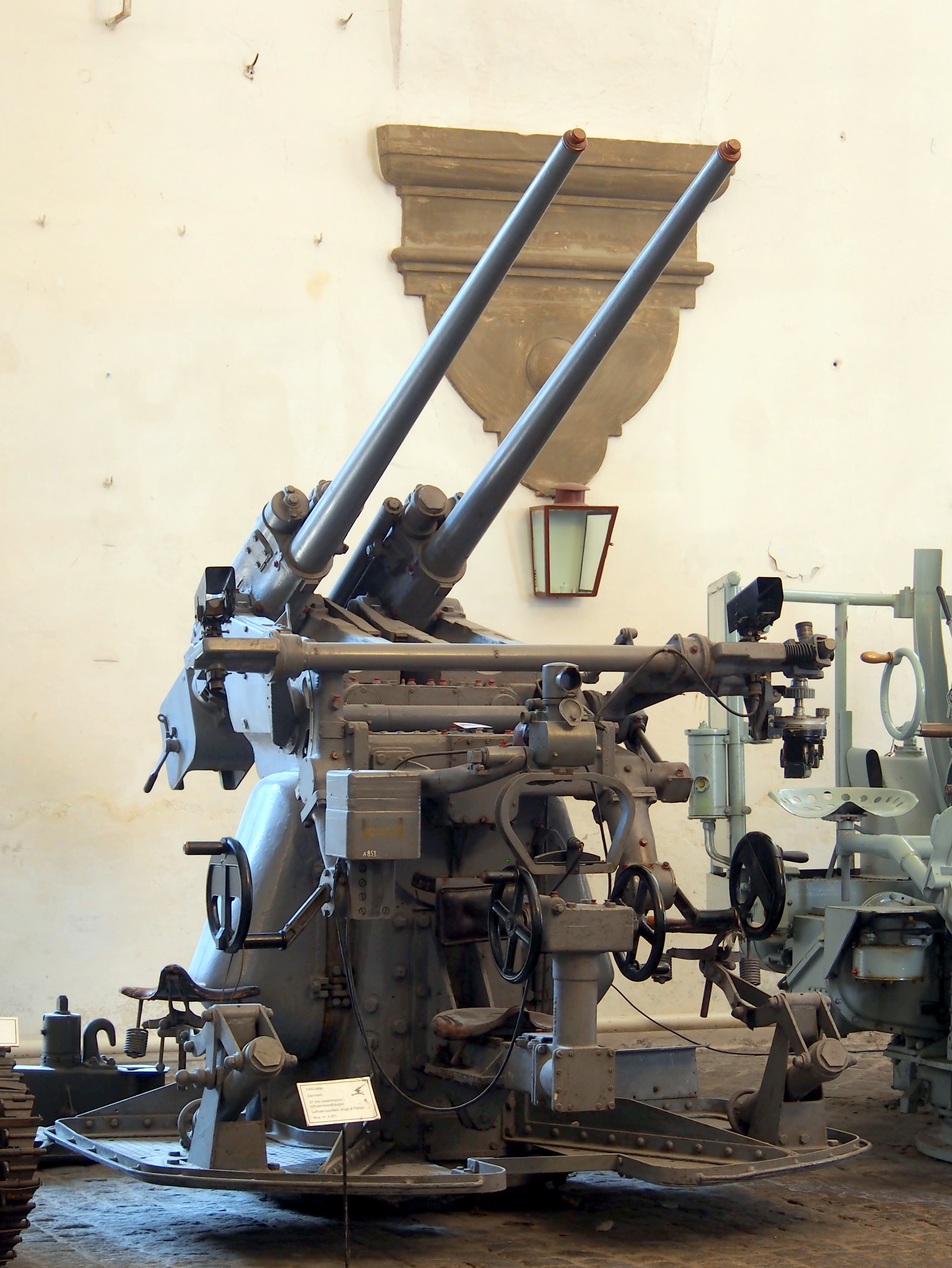
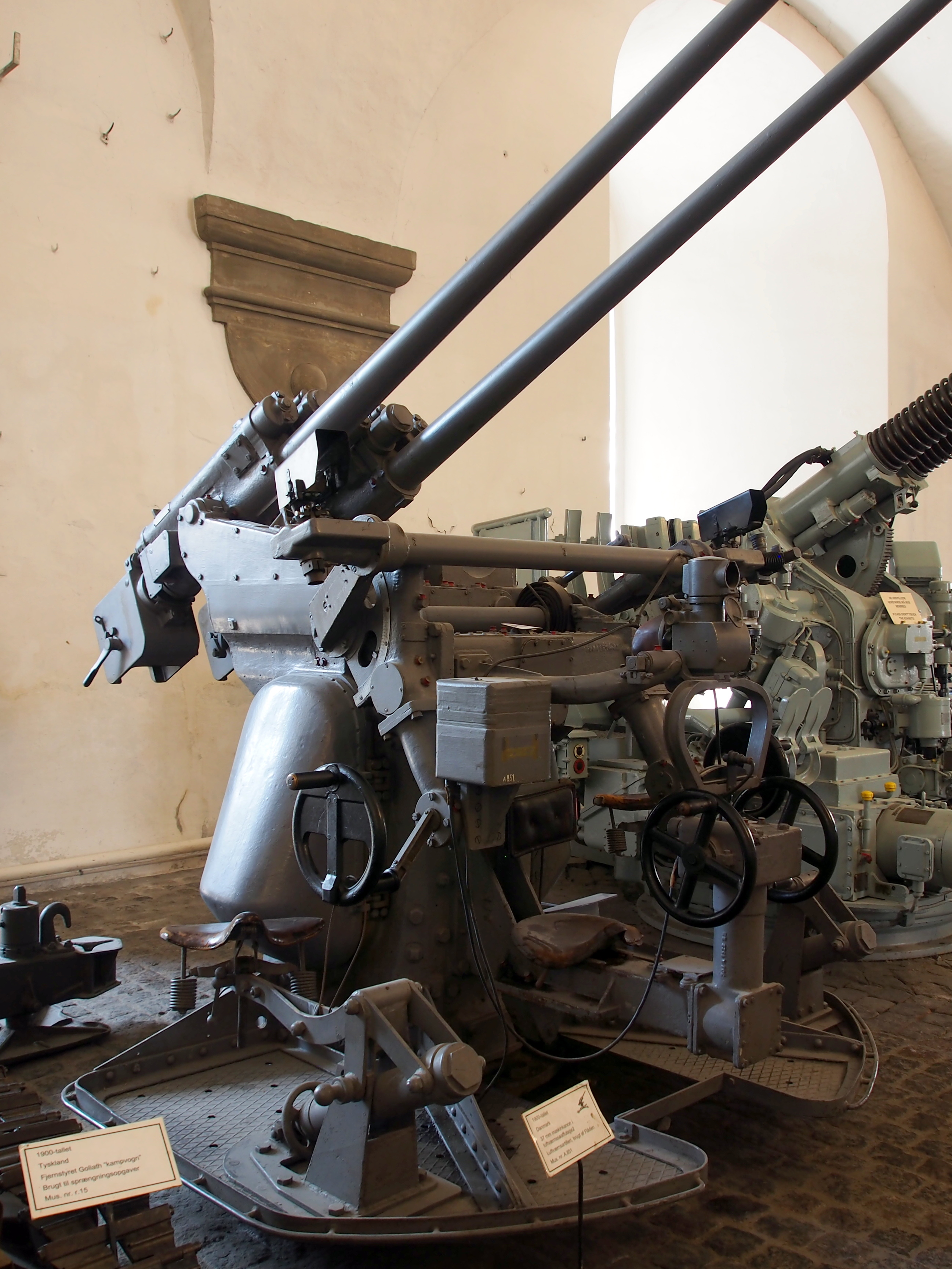
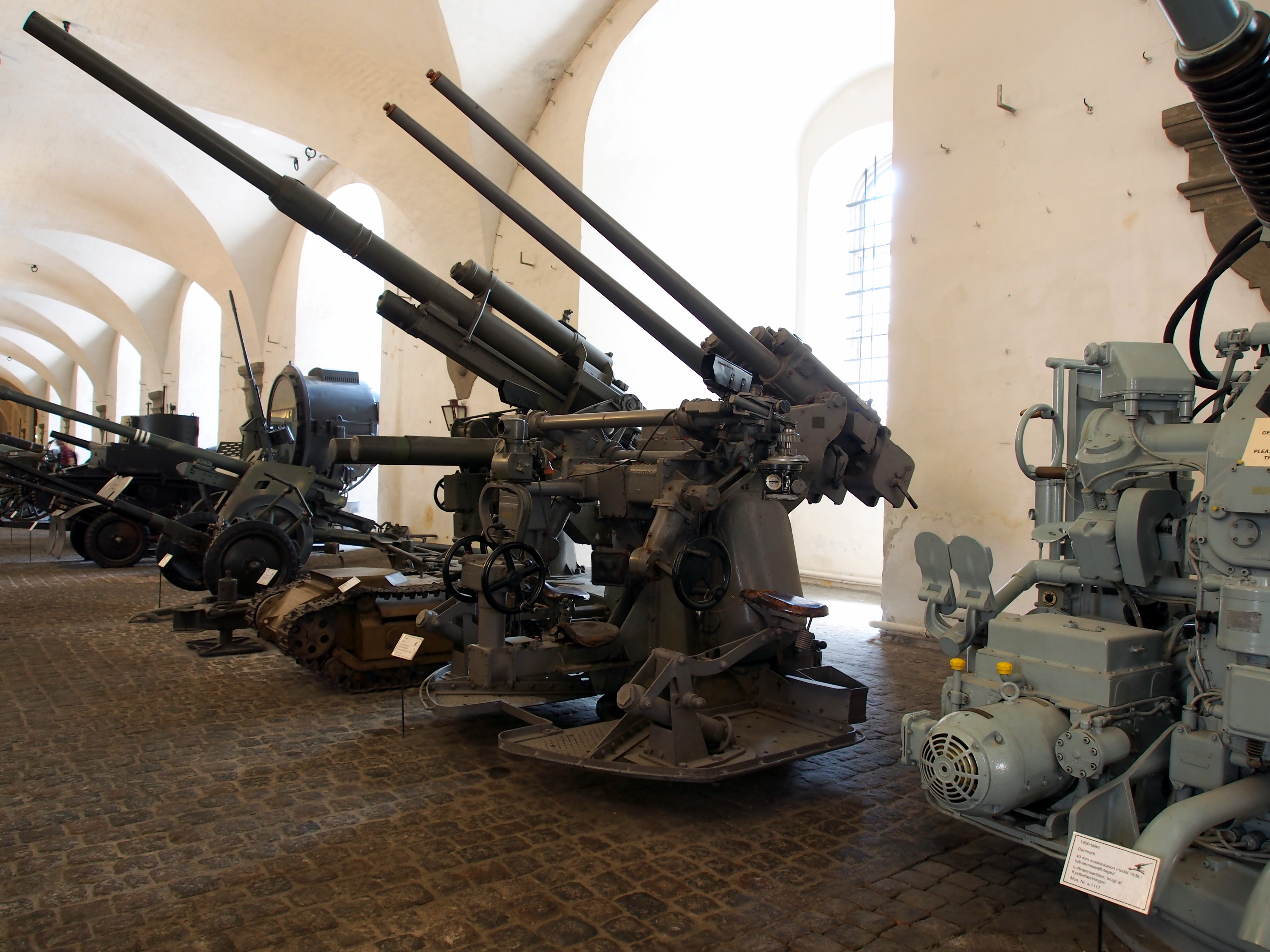
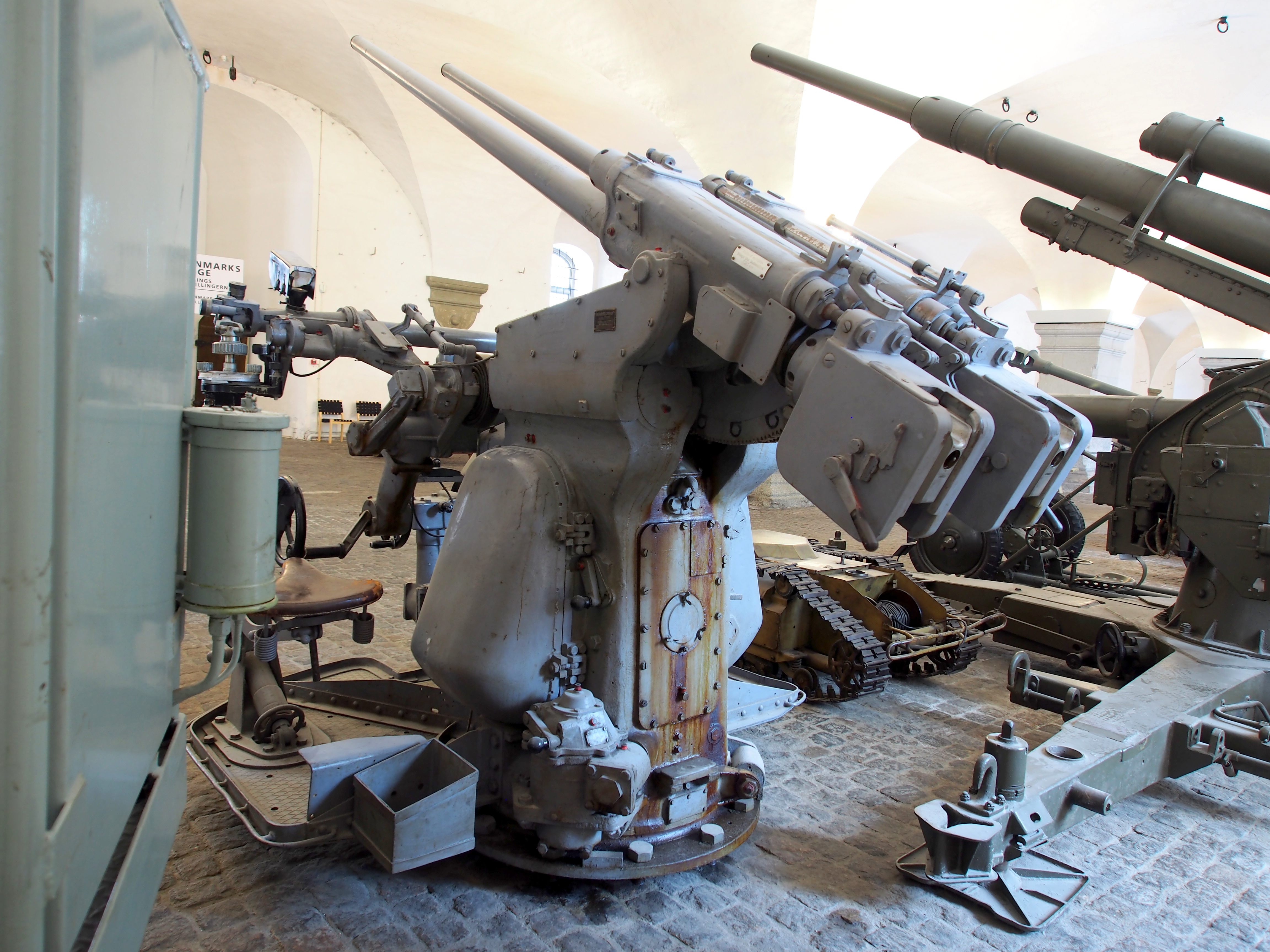
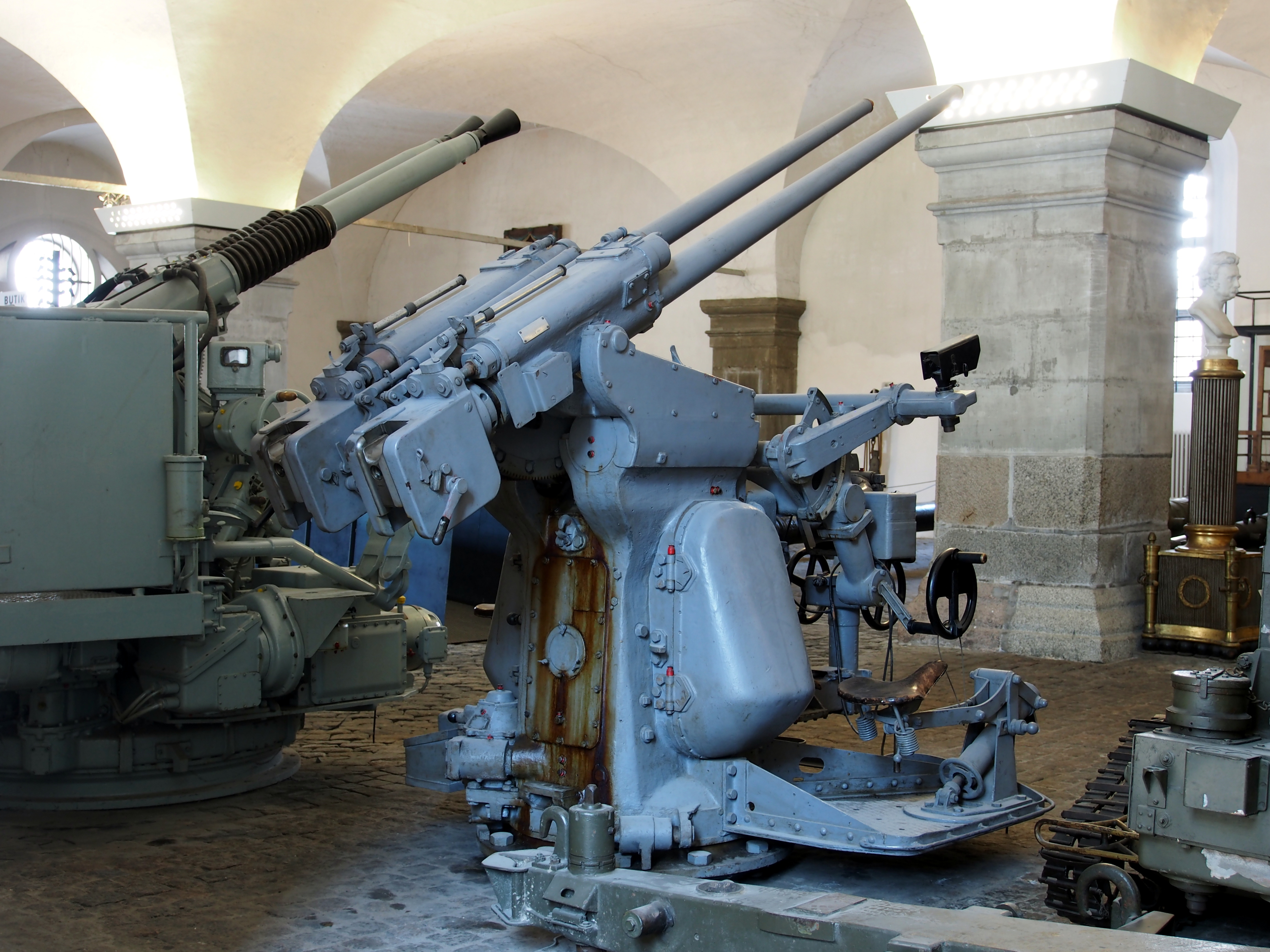

## Оцінка
Незважаючи на зазначені недоліки, ця 37 мм гармата для свого часу представляла значну силу. Однак низька швидкострільність напівавтоматичної гармати сильно позначалася на ефективності ППО кораблів. Через ці причини в ході війни їх почали замінювати на 37 мм автоматичні гармати моделей KM42 і KM43, і практично до 1943—1944 рр. зникли з кораблів Крігсмаріне.